# Napięcie zasilające
Napięcie zasilające – wartość skuteczna napięcia w określonej chwili w złączu sieci elektroenergetycznej, mierzona w określonym przedziale czasu. 